# 소라초등학교 송여자분교
소라초등학교 송여자분교는 대한민국 전라남도 여수시에 있었던 초등학교이다.

## 연혁
- 1968년 6월 30일 여자국민학교 송여자분교장(설립인가 3월 3일)
- 1984년 3월 1일 신흥국민학교 송여자분교장 편입
- 1996년 3월 1일 신흥초등학교 송여자분교 개칭
- 1999년 9월 1일 소라초등학교로 편입
- 2007년 3월 1일 폐교